# Італійське королівство (Наполеонівське)
Італійське королівство (італ. Regno d'Italia, або Regno Italico) — держава в Північній Італії за часів Наполеона І (17 березня 1805 — 11 квітня 1814).
Королівство Італія було утворено 17 березня 1805 з Італійської республіки в якій Наполеон І був президентом. В Королівстві Італія Наполеон І отримав титул короля, а Ежен Богарне — титул віцекороля. Наполеона І короновано залізною короною Ломбардії в Міланському соборі 26 травня 1806 року
Королівство включало Ломбардію, Венето, Герцогство Модени та Реджо, частину Папської держави, (Анкона лишившись під юрисдикцією Рима була анексована Французькою імперією), частину Сардинського королівства й Трентіно-Альто-Адідже.
З 1805 по 1809 до складу Італійського королівства входила також Істрія і Далмація до Котору. Ці терени були включені до складу Іллірійських провінцій у 1809.
Фактично королівство було підпорядковано Французькій імперії і використовувалось для отримання ресурсів на користь Франції , а також як плацдарм проти Австрії під час війн коаліцій.
Після відмови від влади Наполеона І, Ежен Богарне намагався коронуватись, але опозиція в Сенаті Королівства й повстання в Мілані (20 квітня 1814) зірвали його плани. Євгена було видано австрійцям, які окупували Мілан.

## Історія
- 24 травня 1806 — анексувало Гуастальське герцогство[2].